# Samsung Pay
Samsung Pay est un système de paiement mobile et un portefeuille numérique proposé par Samsung Electronics qui permet aux utilisateurs d'effectuer des achats en utilisant des téléphones et d'autres produits Samsung. 
Le service prend en charge le paiement sans contact à l'aide de la communication en champ proche (NFC), mais il intègre également la Magnetic Secure Transmission qui permet des paiements sans contact sur les terminaux de paiement qui ne supportent que la bande magnétique.
Le service a été lancé en Corée du Sud le 20 août 2015 et aux États-Unis le 28 septembre de la même année. En 2016 au Consumer Electronics Show (CES 2016), la société de télécommunications a annoncé que Samsung Pay serait bientôt disponible dans de nombreuses banques dans les pays suivants : Australie, Brésil, Espagne et Singapour.

## Service
Samsung Pay a été développé à partir des brevets de la société LoopPay que Samsung a acquis en février 2015. Le service prend en charge à la fois la technologie NFC mobile qui permet le paiement sans contact et la recharge d'appareils grâce aux bandes magnétiques. Cette technologie est possible grâce à une technologie connue sous le nom de Magnetic Secure Transmission (MST), qui transmet l'information de paiement de l'appareil au terminal de paiement. Ce-dernier considère alors l'appareil comme une carte disposant d'une bande magnétique. Les développeurs de LoopPay ont déclaré qu'en raison de cette conception, la technologie est compatible avec « près de 90 % » des points de vente aux États-Unis.
Sur les téléphones, Samsung Pay peut être lancé via un glissement du doigt du bas vers le haut de l'écran de verrouillage. Différentes cartes de crédit, de débit et de cartes de fidélité peuvent être chargées dans l'application. Il suffit de les sélectionner en les faisant glisser entre elles sur l'écran.
En Corée du Sud, Samsung Pay peut être utilisé pour les paiements en ligne ainsi que pour retirer de l'argent sur les distributeurs d'une sélection de banques.

## Sécurité
La sécurité de Samsung Pay est basée sur Samsung Knox et ARM TrustZone. Les informations des cartes de crédit sont stockées dans un endroit sûr, dans un casier numérique. Les paiements doivent être authentifiés à l'aide d'une analyse des empreintes digitales de l'utilisateur.
En Août 2016, le chercheur en sécurité Salvador Mendoza fait état d'un potentiel défaut de Samsung Pay. Parlant du fait que ces casiers sécurisés ne sont pas suffisamment aléatoire et pourraient devenir prévisibles. Il a également conçu un appareil de poche qui pourrait être utilisé pour pirater les transmissions magnétiques issus des casiers sécurisés. Un autre appareil pourrait usurper les bandes magnétiques sur de vrais lecteurs de carte à l'aide du casier sécurisé. Samsung a répondu à ce rapport, en indiquant que "Si à tout moment il y a une vulnérabilité potentielle, nous allons agir rapidement afin d'enquêter et de résoudre le problème".

## Disponibilité
| Date              | Support pour carte de paiement lancé en |
| ----------------- | --- |
| 20 août 2015      | Corée du Sud |
| 28 septembre 2015 | États-Unis |
| 29 mars 2016      | Chine |
| 2 juin 2016       | Espagne |
| 16 juin 2016      | Singapour |
| 15 juin 2016      | Australie |
| 13 juillet 2016   | Porto Rico |
| 19 juillet 2016   | Brésil |
| 8 novembre 2016   | Russie |
| 8 novembre 2016   | Canada |
| 8 février 2017    | Thaïlande |
| 24 février 2017   | Malaisie |
| 22 mars 2017      | Inde |
| 27 avril 2017     | Suède |
| 27 avril 2017     | Émirats arabes unis |
| 16 mai 2017       | Royaume-Uni |
| 23 mai 2017       | Suisse Banques disponibles : Cembra Money Bank, SwissBankers, Bonus Card, CornerCard, AECS SwissCard, American Express, MasterCard ou VisaCard |
| 23 mai 2017       | Taiwan |
| 25 mai 2017       | Hong Kong (En Beta) |
| 26 avril 2018     | France |
| 26 avril 2018     | Turquie |
| ?                 | Pologne |
| ?                 | Indonésie |
| ?                 | Pays-Bas |
| ?                 | Italie |
| ?                 | Mexique |

En Mai 2016, il a été rapporté que Samsung a développé une autre version du service connu sous le nom de Samsung Pay Mini. Ce service sera utilisé pour les paiements en ligne seulement, et est également conçu comme une plateforme multi-service.
En janvier 2017, Samsung a confirmé que Samsung Pay Mini ne sera pas seulement disponible sur ses smartphones Galaxy, mais sur d'autres téléphones Android. Ainsi, il sera disponible sur les appareils équipés d'Android Lollipop ou une version supérieure et un écran dont la résolution d'écran est supérieure à 1280 × 720 pixels.

## Appareils compatibles

### Smartphones phares

#### Galaxy S
- Samsung Galaxy S6 (y compris S6 Edge, Active, et Edge+)
- Samsung Galaxy S7 (y compris S7 Edge et Active)
- Samsung Galaxy S8 (y compris S8+)
- Samsung Galaxy S9 (y compris S9+)
- Samsung Galaxy S10 (y compris S10e,S10 5G et S10+)
- Samsung Galaxy S20 (y compris S20+ et S20 Ultra)
- Samsung Galaxy S21 (y compris S21+ et S21 Ultra)
- Samsung Galaxy S22 (y compris S22+ et S22 Ultra)

#### Galaxy Note
- Samsung Galaxy Note 5
- Samsung Galaxy Note 7 (Retiré du marché)
- Samsung Galaxy Note FE (2017 - Corée du Sud)
- Samsung Galaxy Note8
- Samsung Galaxy Note 9
- Samsung Galaxy Note 10/ Note 10 plus
- Samsung Galaxy Note 20/ Note 20 Ultra

### Smartphones milieu de gamme

#### Galaxy A
- Samsung Galaxy A5 (2016)
- Samsung Galaxy A7 (2016)
- Samsung Galaxy A8 (2016) (Corée du Sud uniquement)
- Samsung Galaxy A9 (2016) (Chine et Brésil uniquement)
- Samsung Galaxy A9 Pro (2016) (Chine, Brésil et Asie du Sud-Est uniquement. Sauf Singapour)
- Samsung Galaxy A3 (2017) (à l'exclusion des utilisateurs Européens)
- Samsung Galaxy A5 (2017)
- Samsung Galaxy A7 (2017)
- Samsung Galaxy A9 (2018)
- Samsung Galaxy A10 (2019)
- Samsung Galaxy A11 (2020)
- Samsung Galaxy A12 (2021)
- Samsung Galaxy A13 (2022)

#### Galaxy C et autres
Samsung Pay disponible sur ces smartphones en Chine uniquement.
- Samsung Galaxy C5 et C5 Pro
- Samsung Galaxy C7 et C7 Pro
- Samsung Galaxy C9 et C9 Pro
- Samsung Galaxy On5 (2016) (aussi connu comme le Galaxy J5 Prime dans d'autres pays)
- Samsung Galaxy On7 (2017) (aussi connu comme le Galaxy J7 Prime dans d'autres pays)
- Samsung W2017 (Smartphone non-Galaxy)

### Montres connectées
- Samsung Gear S2 (NFC seulement)
- Samsung Gear S3 (NFC et MST)
- Samsung Galaxy Watch 4